# Robert Wrembel
Robert Andrzej Wrembel (ur. 25 czerwca 1968 w Szamotułach) – polski inżynier informatyk, doktor habilitowany nauk technicznych. Specjalizuje się w systemach baz danych i hurtowniach danych. Profesor nadzwyczajny Wydziału Informatyki Politechniki Poznańskiej.

## Życiorys
Studia na kierunku elektrotechnika ukończył na Wydziale Elektrycznym Politechniki Poznańskiej w 1993 i na tej uczelni został zatrudniony trzy lata później (1996). Stopień doktorski uzyskał w 2001 na podstawie pracy pt. The Construction and Maintenance of Materialised Objected-oriented Views in Data Warehousing Systems, przygotowanej pod kierunkiem prof. Tadeusza Morzego. Habilitował się w 2008 na podstawie dorobku naukowego i rozprawy pt. Management of Schema and Data Evolution in Multiversion Data Warehouse. Jest członkiem Komisji Automatyki i Informatyki Oddziału PAN w Poznaniu. Zasiadał w wielu komitetach programowych międzynarodowych konferencji informatycznych. Recenzuje artykuły dla szeregu czasopism naukowych z dziedziny informatyki. Na Wydziale Informatyki PP pełnił w kadencji 2008-2012 funkcję prodziekana ds. kształcenia, zaś w kadencji 2012-2016 pełni funkcję prodziekana ds. współpracy z przemysłem. W latach 1998-2005 był wykładowcą w Centrum Edukacyjnym Oracle Polska.
Zagraniczne staże naukowe odbył m.in. w TARGIT w amerykańskiej Tampie. W 2012 ukończył 2-miesięczny kurs przedsiębiorczości na Stanford University. Jako profesor wizytujący wykładał m.in. na amerykańskim Loyola University.
Jest współautorem podręczników: Projektowanie aplikacji bazy danych Oracle (wraz z W. Wieczerzyckim, wyd. Poznań, Nakom 1997, ISBN 83-86969-07-5), podręcznika System zarządzania bazą danych Oracle 7 i Oracle 8 (wraz z M. Zakrzewiczem i J. Jezierskim), wyd. Poznań, Nakom 1999, ISBN 83-86969-34-2) oraz podręcznika Oracle. Projektowanie rozproszonych baz danych (wraz z B. Bębelem, wyd. Gliwice, Helion 2003, ISBN 83-7197-951-7). Ponadto był redaktorem prac zbiorowych: Data warehouses and OLAP: concepts, architectures, and solutions (wraz z Ch. Koncilia, wyd. Idea Group Inc. (IGI) 2007, ISBN 978-1-59904-364-7) oraz New Trends in Data Warehousing and Data Analysis (wraz z S. Kozielskim, wyd. Springer Science & Business Media 2008). Artykuły publikował w takich czasopismach jak m.in. "International Journal of Data Warehousing and Mining", "Computational Cybernetics" oraz "Information Systems".
W 2010 otrzymał nagrodę IBM Faculty Award for highly competitive research. Rok później (2011) został odznaczony Medalem Komisji Edukacji Narodowej.